# Unic

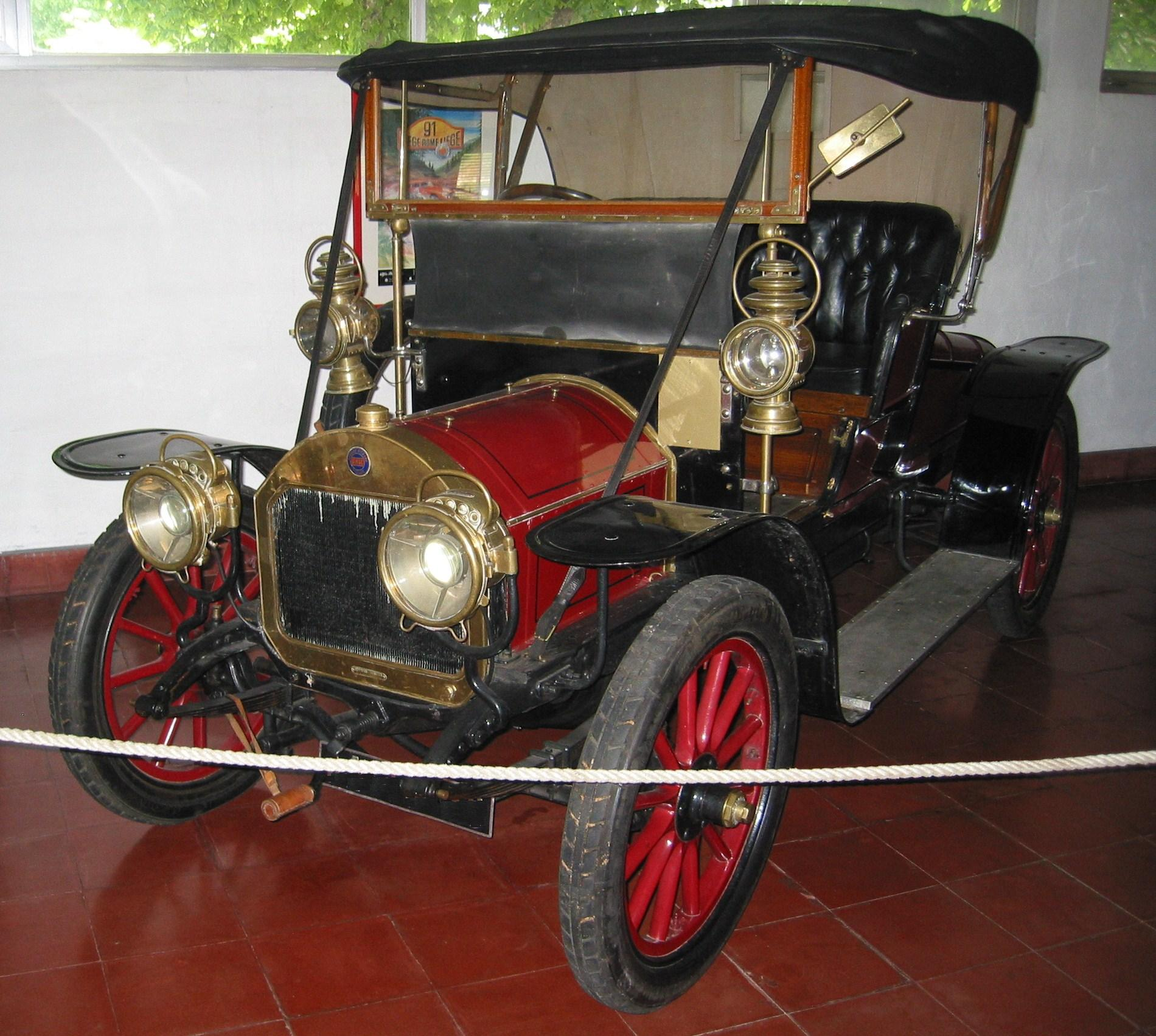
Unic del 1909

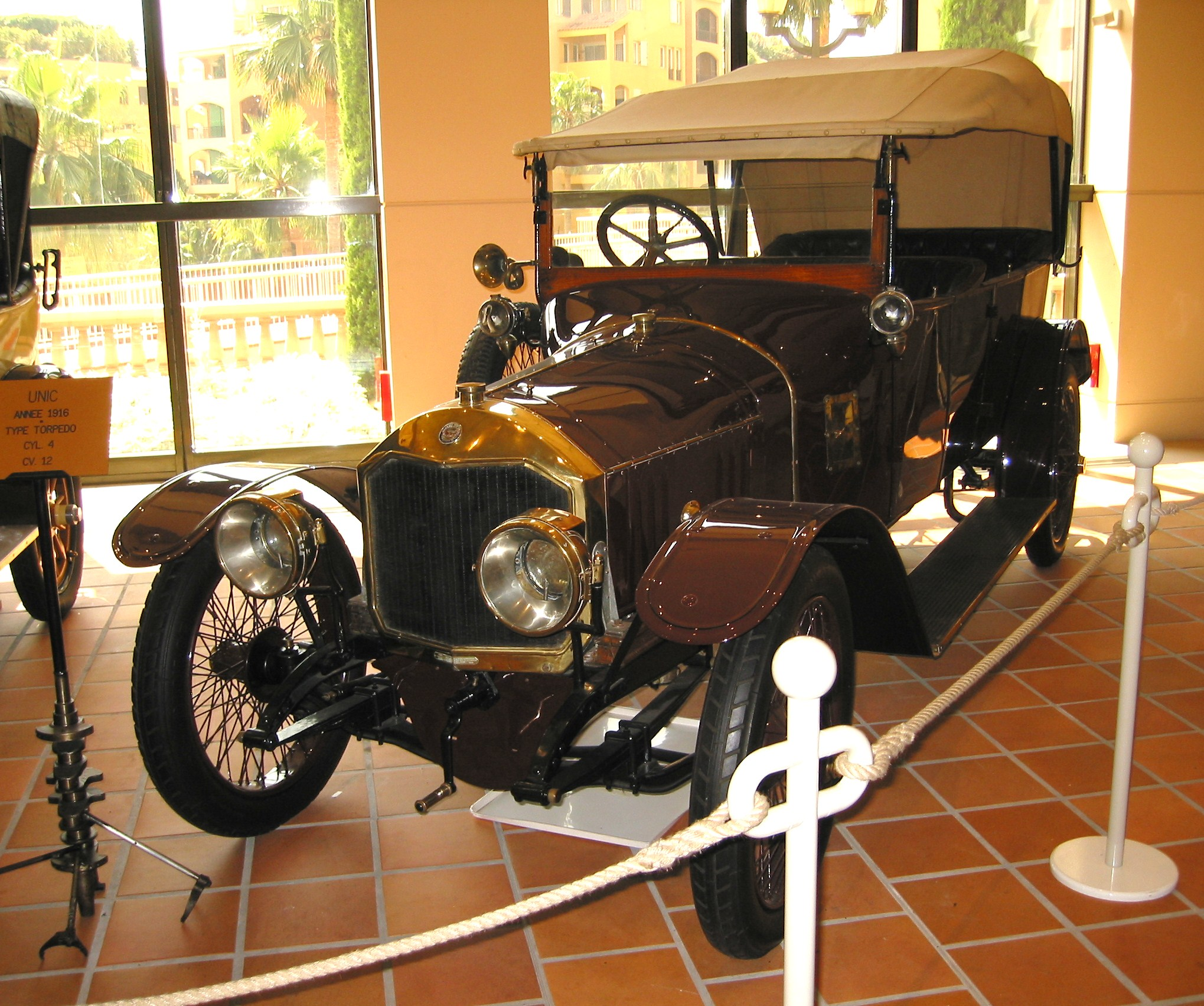
Unic del 1916

La UNIC è stata una casa automobilistica francese ufficialmente attiva dal 1905 al 1952. Oltre che per la produzione di autovetture è conosciuta anche come costruttore di veicoli pesanti, attività che l'azienda ha proseguito sino al 1975 anno in cui è confluita nell'Iveco.

## Le origini
Nel 1893 i fratelli Georges e Max Richard fondarono la Société des Cycles Georges Richard, una fabbrica di biciclette che ben presto, complice il grande successo ottenuto, si ingrandì divenendo Société de Construction de cycles et d'Automobiles Georges Richard, con la quale puntava verso il settore automobilistico. Nel 1897 le vetturette proposte dall'azienda erano in pratica modelli Benz e Vivinus costruiti su licenza. Nello stesso periodo cominciò anche l'attività sportiva che vide non pochi successi ottenuti dalle vetturette Richard, anche oltre confine. Le vetture destinate ad un uso non agonistico, divennero note per la loro semplicità, robustezza ed affidabilità.
La produzione andò avanti fino al 1902, anno in cui, al vertice dell'azienda, assieme ai fratelli Richard, si affiancò Henri Brasier, un giovane assai ambizioso. La ragione sociale mutò in Richard-Brasier ed in questo periodo l'attività sportiva ebbe gran peso sulla reputazione dell'azienda.

## Il periodo pre-Unic e la Richard-Brasier
Le vittorie agonistiche della Richard-Brasier, complice anche l'esperienza di Richard-Brasier, si fecero numerose, così come i consensi da parte della clientela. Era il telaio e la sua robustezza una delle chiavi del successo di tali vetture. Ben presto la produzione cominciò ad includere anche vetture di classe superiore e cominciarono le prime collaborazioni da parte di carrozzieri illustri.
Ma non venne mai trascurata l'attività agonistica, che all'epoca era uno dei principali canali pubblicitari per una casa automobilistica.
Il periodo fortunato della Richard-Brasier ebbe una grave svolta durante una gara, in cui perse la vita il pilota Marcel Renault, al volante di una vettura prodotta dall'omonima casa, in seguito ad un altro incidente Georges Richard subì gravi danni all'anca, tanto da essere costretto ad abbandonare le corse. Durante il ricovero all'ospedale del collega, Henri Brasier prese lentamente i vertici dell'azienda. Quando poi Georges Richard lasciò l'azienda al termine della convalescenza, il ruolo di Henri Brasier come unico vertice dell'azienda divenne ufficiale e nacque così la Brasier.

## La nascita della Unic
A quel punto, Georges Richard, dopo tante disgrazie, ebbe un nuovo colpo di fortuna: un barone appassionato di automobile si offrì di sostenere le spese per la fondazione di una nuova società per la produzione di autovetture. Gli stabilimenti furono scelti nella città di Puteaux e la nuova società fu denominata Georges Richard et Cie. All'inizio del 1905 furono presentati i primi modelli: la Type A1, la Type A2 e la Type B1. Poco tempo dopo, la ragione sociale fu mutata in Société Anonyme des Automobiles Unic.
Nel 1906 fu la volta dei modelli Type B2, Type C1 e Type F1. Con il modello Type D1 fu poi avviata anche la produzione di omnibus: tale modello diede anche il via alla produzione di veicoli commerciali.
Il successo della Unic fu enorme, addirittura senza precedenti nelle precedenti attività dirette da Georges Richard. Le richieste si fecero numerose, anche all'estero e addirittura in paesi lontani, a tal punto da spingere Richard ad aprire cinque nuovi stabilimenti in Brasile, Russia, Egitto, Norvegia ed Inghilterra.
Le vetture Unic riscossero molto successo anche come taxi. Gran parte del parco taxi francese era costituito da modelli Unic e così pure anche per quanto riguardava i taxi londinesi d'inizio Novecento.
Gli anni prima dello scoppio della prima guerra mondiale furono contraddistinti da altri successi commerciali, anche per quanto riguardava i veicoli commerciali.
Al termine della guerra, l'attività lentamente riprese e furono lanciati due nuovi modelli, la Type J3 e la Type M2E, destinata ai mercati esteri.
Il 1922 fu uno degli anni più tristi nella storia della Unic, poiché vide la morte di Georges Richard, affetto da gravi complicazioni in seguito all'incidente automobilistico di quasi vent'anni prima.
La direzione dell'azienda passò così nelle mani di Georges Dubois: sempre nel 1922 furono lanciati i modelli della Serie L. Durante gli anni venti, la produzione automobilistica da turismo cedette via via il passo alla produzione di veicoli commerciali. La produzione automobilistica non fu interrotta ma occupò una fetta minore della produzione della Unic. Un nuovo modello della serie L fu lanciato nel 1927 con il nome di L61 e fu il primo modello della Unic a montare freni sulle quattro ruote. Nel 1928 fu invece lanciato il modello L9, dotato di frenatura integrale e di guida a destra o a sinistra, a seconda della richiesta del cliente.
Nello stesso periodo furono introdotti due modelli equipaggiati da un motore ad 8 cilindri in linea, ma che non riscossero molto successo.
Nel 1931 arrivò la Type CD2, prima Unic a montare un motore diesel, ma che fu prodotta in piccola serie.
Negli anni trenta si chiuse il capitolo delle esportazioni della Unic in Inghilterra e nel frattempo fu pensionata la Serie L. I modelli Type H1 e Type H3, lanciati in precedenza, furono invece rimpiazzati dalla nuova Serie U, i cui modelli divennero molto graditi per le loro linee molto eleganti. Furono gli ultimi modelli automobilistici della Unic: lo scoppio della seconda guerra mondiale mise fine a tale attività.

## Il dopoguerra, la Simca e la Iveco
Al termine della guerra la Unic riprese la sua attività concentrandosi esclusivamente sui veicoli commerciali, ma le difficoltà finanziarie derivanti dagli enormi disagi del recente conflitto la misero subito in crisi. La produzione andò a rilento, fino a che nel 1952 la Unic non fu assorbita dalla SIMCA, che pose fine alla sua attività autonoma. Sotto la casa di Pigozzi, la Unic divenne la sezione veicoli commerciali della Simca stessa.
Nel 1966 la Unic fu ceduta alla Fiat, che nel 1973 diede origine al marchio UNIC-FIAT, presente sulle calandre degli autocarri, ramo dei veicoli industriali Fiat venduti in Francia ed in Italia.
Nel 1975 la Fiat diede origine alla Iveco, Industrial VEichles Corporation, che raggruppò tutti i marchi dell'orbita Fiat dei veicoli industriali, Unic compresa. Nel 1992 infine la Iveco-Unic cambiò definitivamente ragione sociale in Iveco France.

## Galleria d'immagini

Automobili
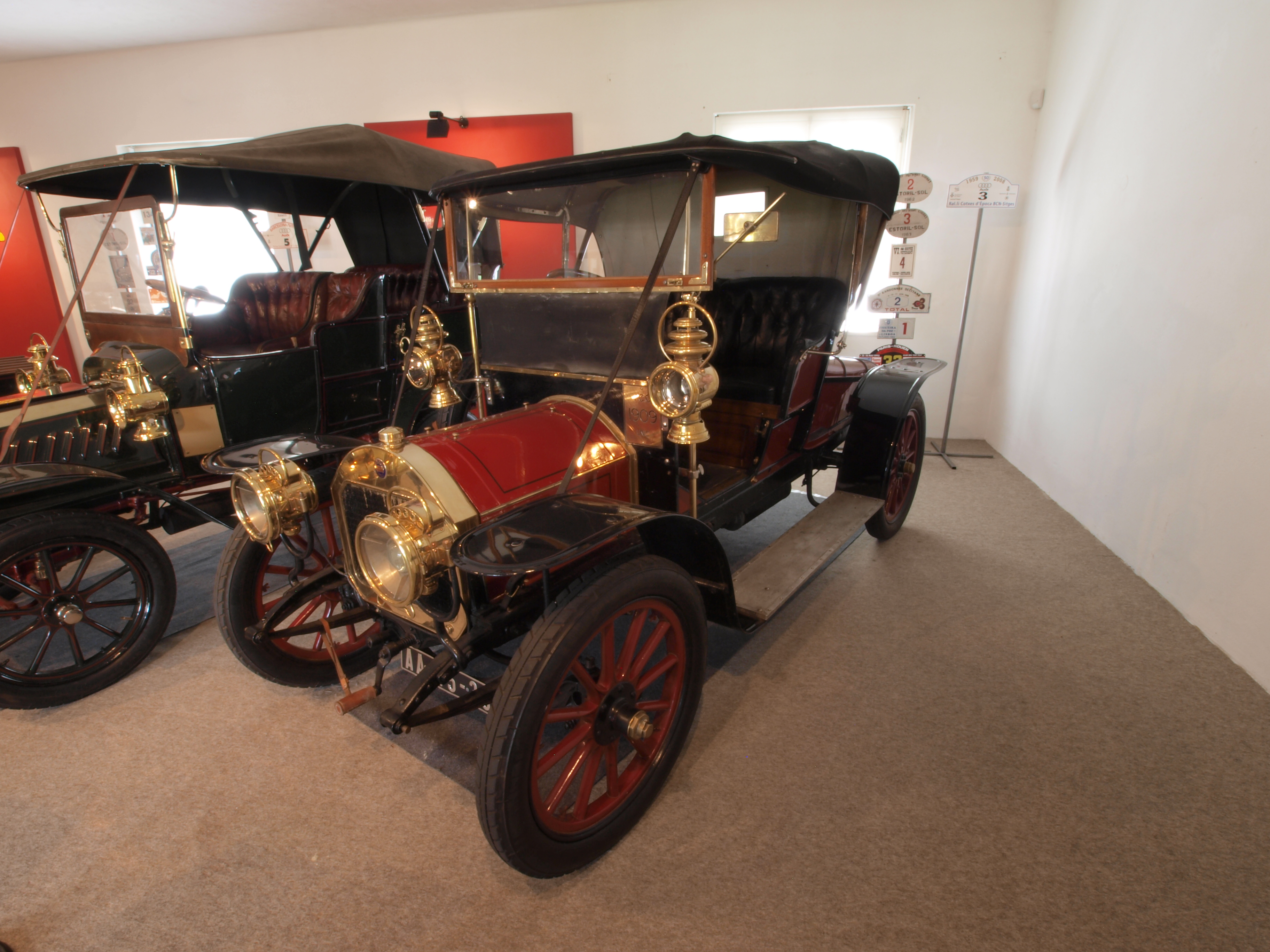
UNIC 12 HP del 1909
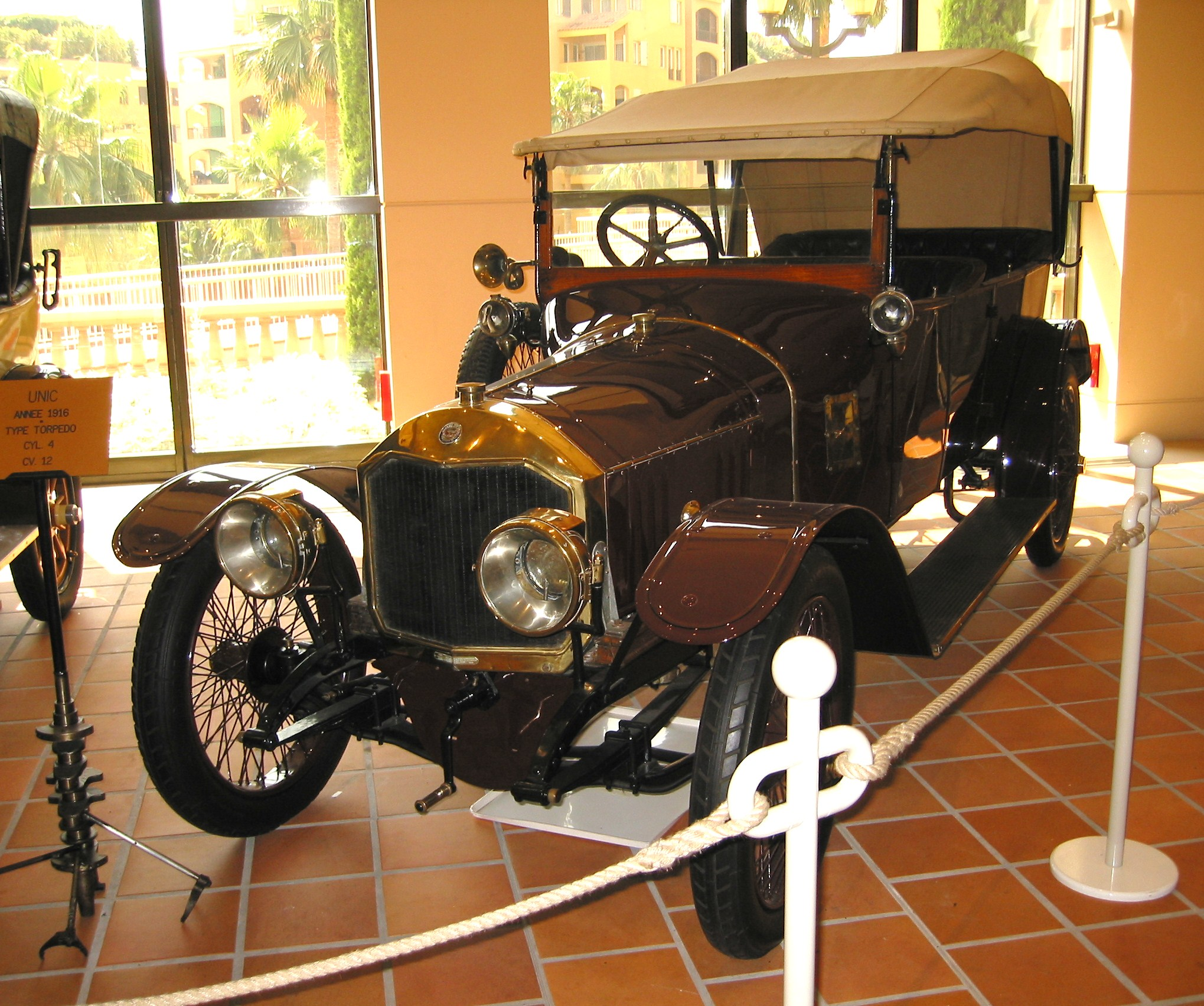
UNIC del 1916
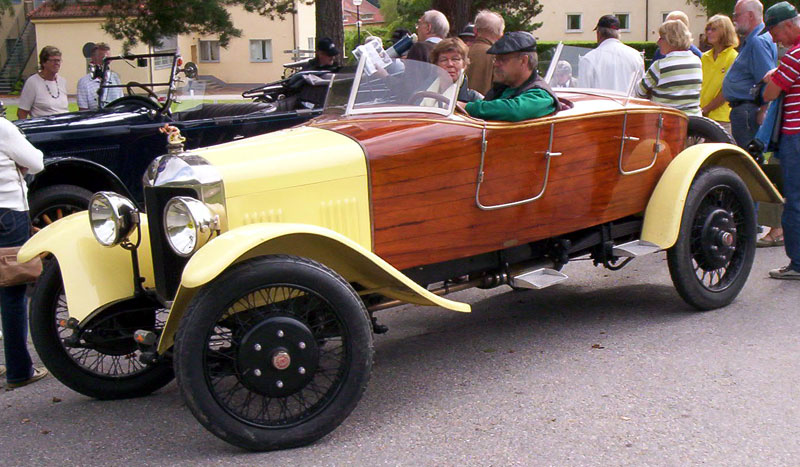
UNIC Spoert del 1924
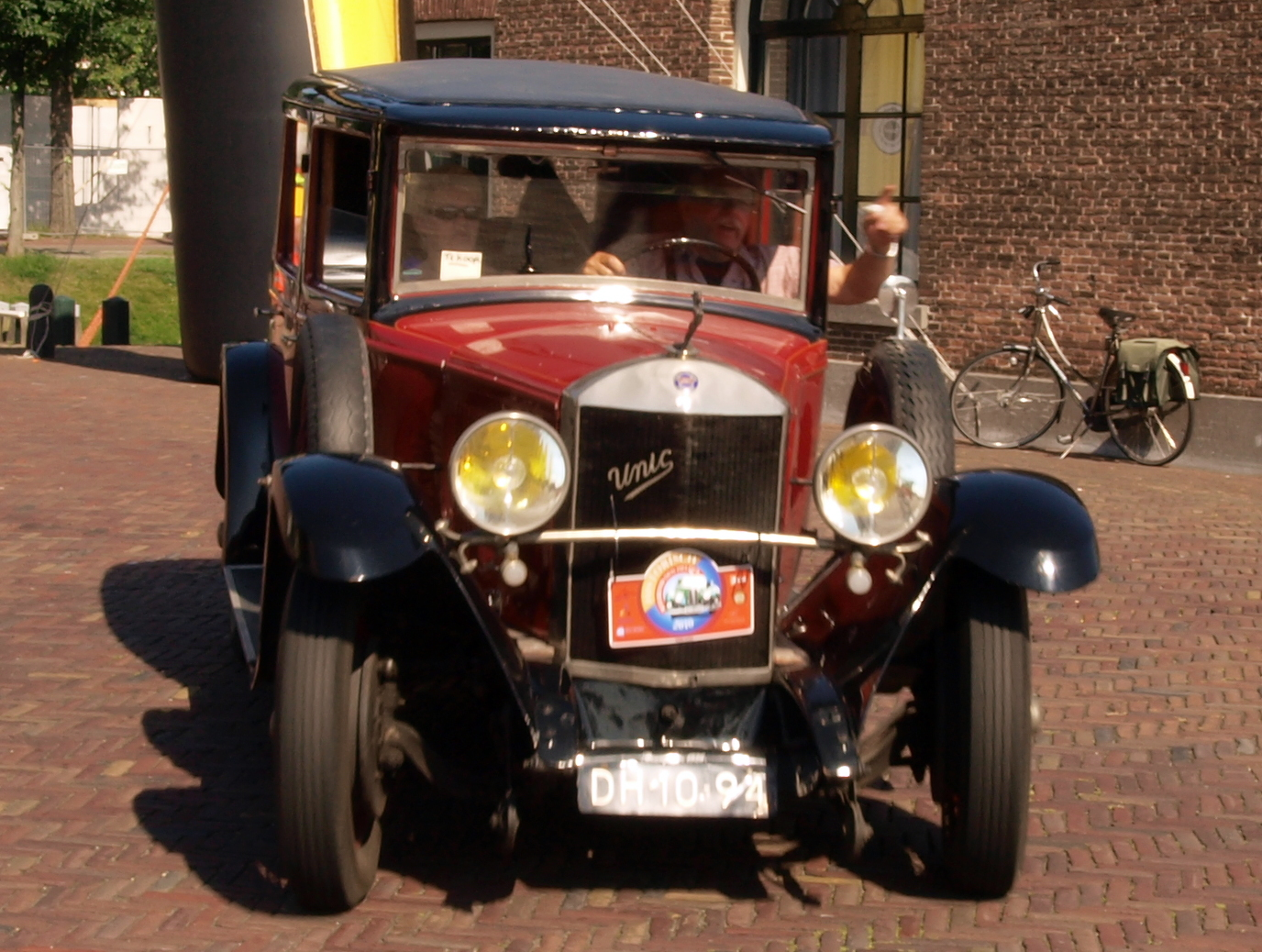
UNIC L61 del 1926

Autocarri
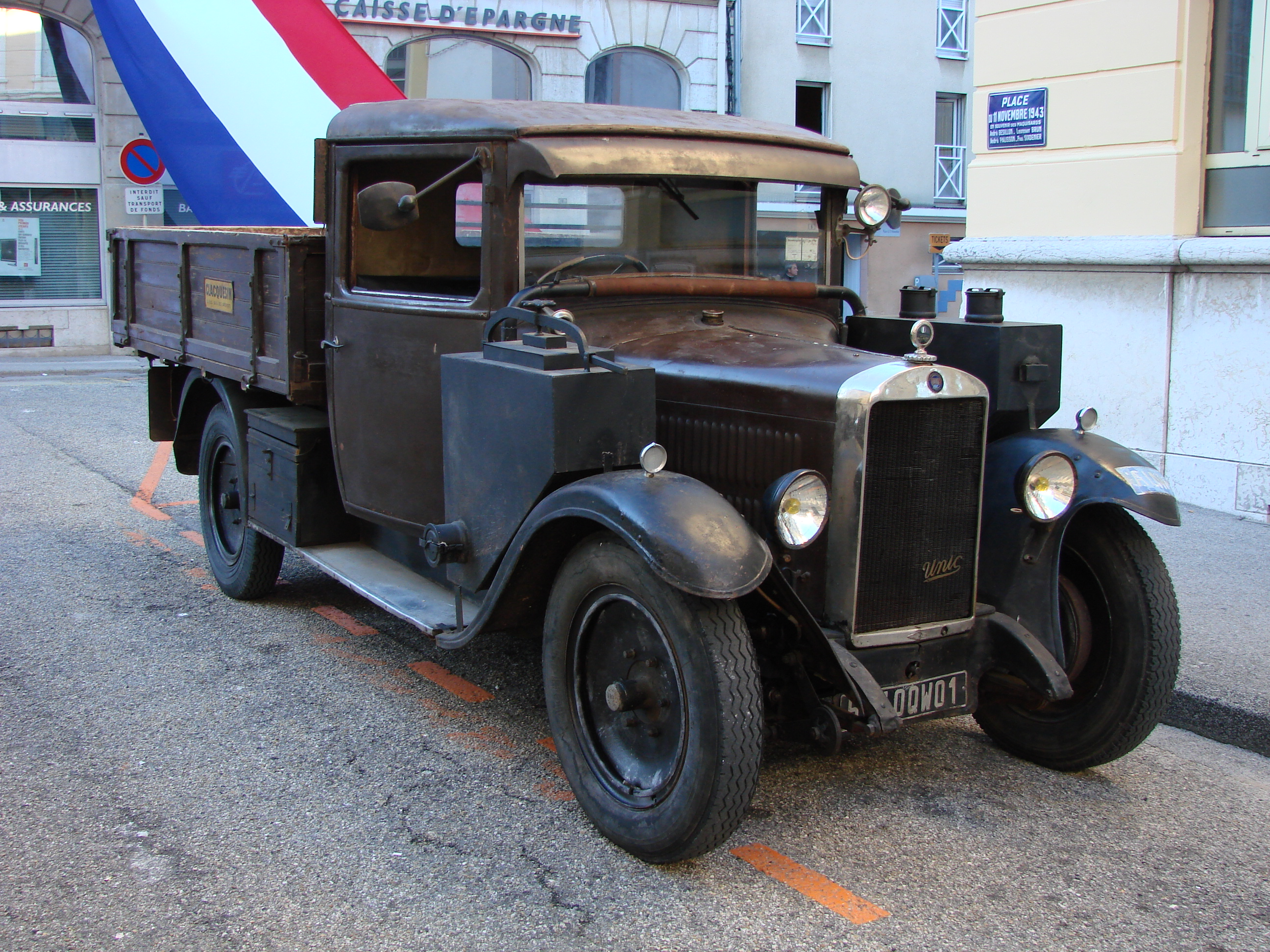
UNIC degli anni '40
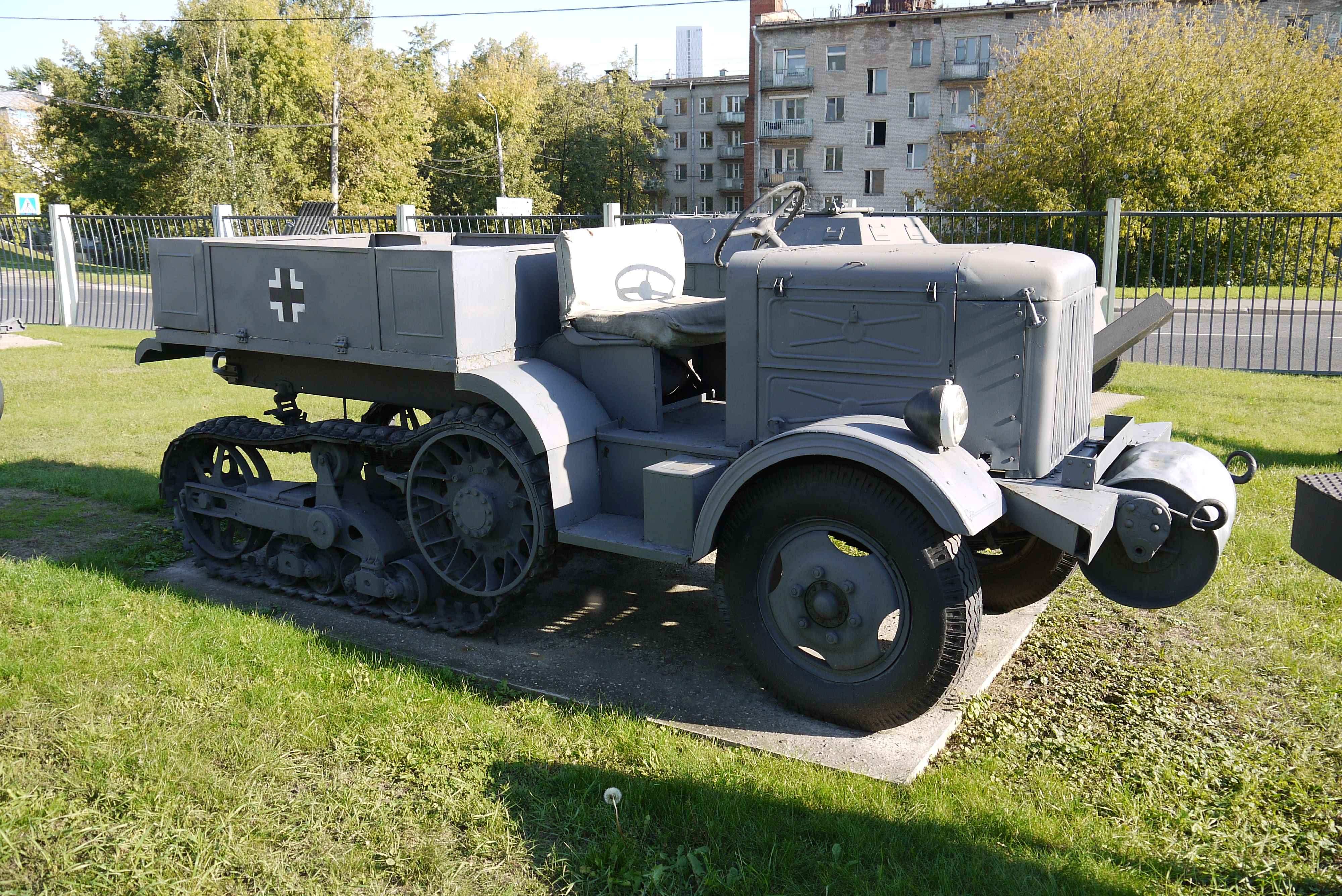
UNIC- Kegresse P107 catturato dalla Wehrmacht, in mostra al Museo del Grande Patriottismo di Mosca, Poklonnaya Victory Park
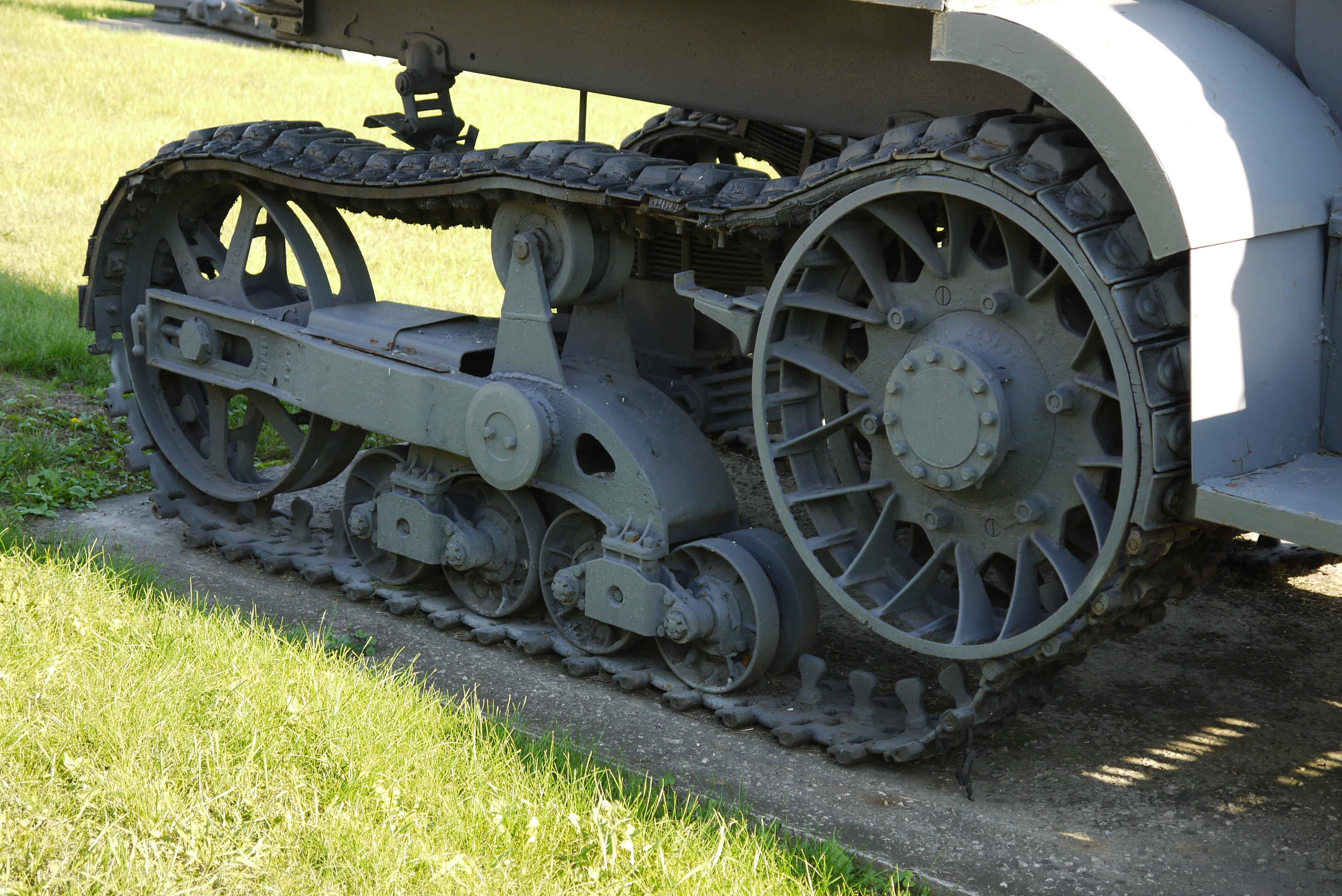
Cingoli UNIC-Kegresse P107
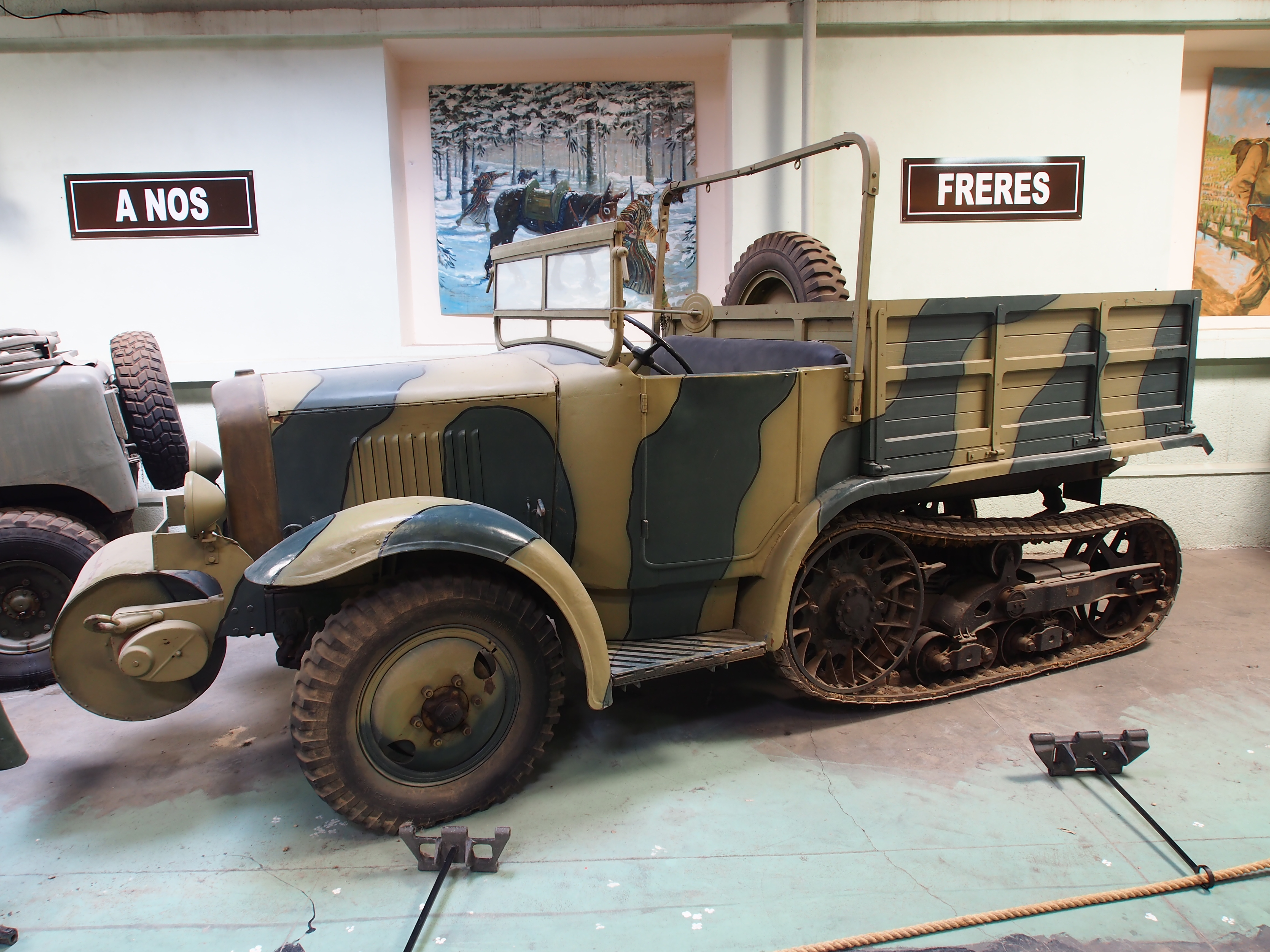
UNIC-Kegresse P107 al Musée des Blindés, Francia.